# LkCa 15 b
LkCa 15 b是一個環繞位於金牛－御夫恆星形成區的恆星 LkCa 15 的行星天體。該天體由亞當·克勞斯（Adam Kraus）與麥可·愛爾蘭（Michael Ireland）於2011年以凱克Ⅱ望遠鏡拍攝的影像中發現。2015年天文學家以麦哲伦望远镜和大双筒望远镜對它進行觀測，之後根據拍攝影像的研究結果認為該天體正處於吸積形成行星的階段。

## 外部連結
- LkCa 15 b （页面存档备份，存于） listing at the Exoplanet.eu, the Extrasolar Planet Encyclopedia